# حملة الجزر الأليوطية

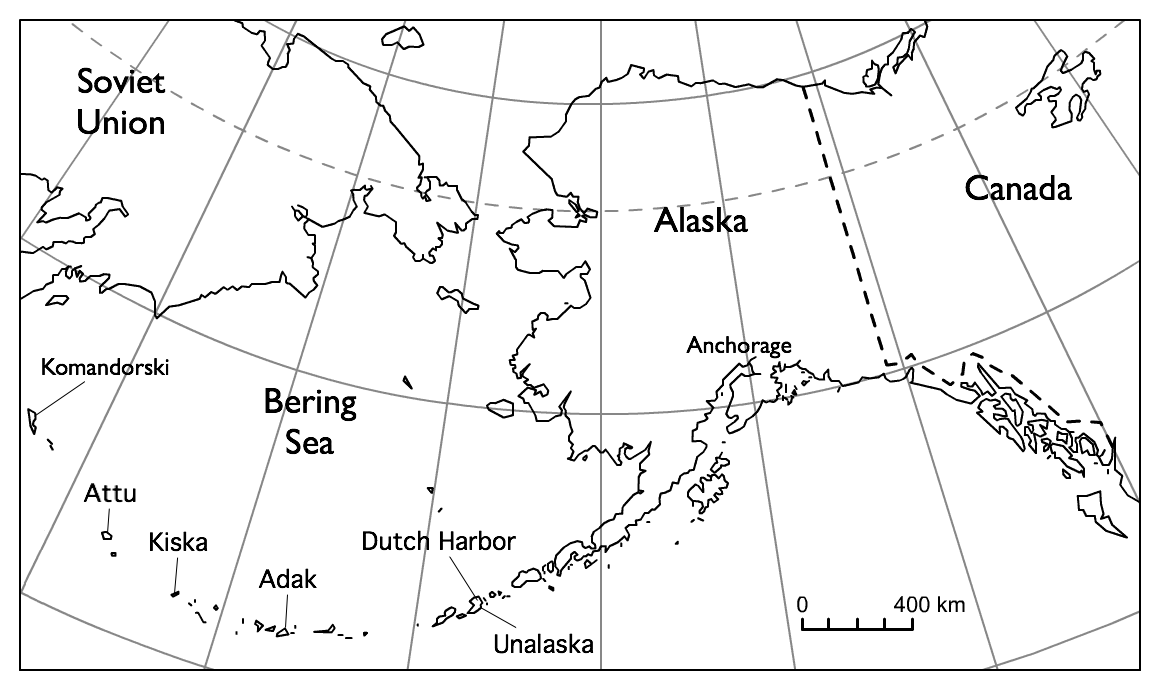
صورة توضح مكان الجزر في الصورة يوضح مكان ألاسكا في الخريطة،

كانت حملة جزر ألوتيان حملة عسكرية اضطلعت بها الولايات المتحدة واليابان في جزر ألوتيان، وهي جزء من إقليم ألاسكا، في المسرح الأمريكي ومسرح المحيط الهادئ من الحرب العالمية الثانية وبدأت يوم 3 يونيو 1942. في الغزوتين الوحيدتين على الولايات المتحدة خلال الحرب، احتلت قوة يابانية صغيرة جزيرتي أتو وكيسكا، إذ أخّر بُعد الجزر وتحديات الطقس والتضاريس إرسال قوة أمريكية كندية كبيرة لإخراجهم، وذلك لمدة عام تقريبًا. تمثلت القيمة الاستراتيجية للجزر بقدرتها على السيطرة على طرق النقل في المحيط الهادئ، ولذلك صرح الجنرال الأمريكي بيلي ميتشل للكونغرس الأمريكي في عام 1935، «أعتقد أنه في المستقبل، من يحتل ألاسكا سيحتل العالم. أعتقد أنه أهم مكان استراتيجي في العالم».
افترض اليابانيون بأن السيطرة على جزر ألوتيان ستمنع هجومًا أمريكيًا محتملًا عبر شمال المحيط الهادئ. بالمثل، خشيت الولايات المتحدة من استخدام الجزر كقواعد يمكن من خلالها تنفيذ هجوم جوي شامل على مدن الساحل الغربي للولايات المتحدة مثل أنكوريج أو سياتل أو سان فرانسيسكو أو لوس أنجلوس.
شُنت معركة لاستعادة أتو في 11 مايو 1943 واستُكملت بعد هجمة بانزاي يابانية أخيرة في 29 مايو. في 15 أغسطس 1943، حطت قوة غزو على كيسكا في أعقاب وابلٍ من القصف استمر ثلاثة أسابيع، ليتبين بعدها أن اليابانيين قد انسحبوا من الجزيرة في 29 يوليو.
تُعُرف الحملة باسم «المعركة المنسية» إذ طغت عليها أحداث أخرى في الحرب. (7 أغسطس 1942 إلى 9 فبراير 1943).
غالبًا ما يعتقد المؤرخون العسكريون أن الغزو الياباني للجزر كان هجومًا تضليليًا أو مخادعًا خلال معركة ميدواي إذ كان مقصودًا منه سحب أسطول المحيط الهادئ الأمريكي من جزيرة ميدواي، فقد أُطلق بشكل متزامن تحت إمرة نفس القائد، إيسوروكو ياماموتو. جادل بعض المؤرخين ضد هذا التفسير إذ اعتقدوا أن اليابانيين قد غزوا الجزر لحماية جناحهم الشمالي ولم يقصدوا به تضليلًا.

## الهجوم الياباني
قبل دخول اليابان الحرب العالمية الثانية، جمعت البحرية الإمبراطورية اليابانية معلومات مستفيضة عن جزر ألوتيان ولكن لم يكن لديها معلومات محدثة بشأن التطورات العسكرية في الجزر. وفر الأدميرال إيسوروكو ياماموتو لأسطول المنطقة الشمالية الياباني، بقيادة نائبه بوشيرو هوسوجايا، قوة مؤلفة من حاملتي طائرات غير تابعة للأسطول، و5 طرادات، و12 مدمرة، و6 غواصات، و4 ناقلات للقوات، إلى جانب سفن مساعدة داعمة. بهذه القوة، كان هوسوجايا أول من شن هجومًا جويًا على مرفأ داتش، تبعه بعدها بهجوم برمائي على جزيرة أداك؛ 480 ميلًا (770 كم) إلى الغرب. تلقى هوسوجايا تعليماتٍ بتدمير أي قوات ومنشآت أمريكية يُعثر عليها في أداك، لكن اليابانيين لم يكونوا على دراية بأن الجزيرة غير محمية. كان من المقرر عودة قوات هوسوجايا إلى سفنها لتكون احتياطًا لإنزالين آخرين: الأول في كيسكا، 240 ميلًا (390 كم) غرب أداك، والآخر في جزيرة أتو أقصى غرب ألوتيان، 180 ميلًا (290 كم) غرب كيسكا.
نظرًا لأن المخابرات البحرية الأمريكية قد اخترقت الترميز البحري الياباني، فقد علم الأدميرال تشيستر نيمتز بحلول 21 مايو خطط ياماموتو، بما في ذلك غزو ألوتيان وقوة أسطولي ياماموتو وهوسوجايا وخطة هوسوجايا لبدء القتال في الأول من يونيو أو بعيد ذلك.
في 1 يونيو 1942، كانت القوة العسكرية الأمريكية في ألاسكا تبلغ 45,000 رجلًا، 13,000 منهم في مطار كولد باي (فورت راندال) على طرف شبه جزيرة ألاسكا وفي قاعدتين في ألوتيان: المنشأة البحرية في مرفأ داتش على جزيرة أونالاسكا، 200 ميل (320 كم) غرب كولد باي، ومطار فورت غلين العسكري الذي تم بناؤه مؤخرًا على بعد 70 ميلًا (110 كم) غرب المحطة البحرية في جزيرة أومناك. لم يبلغ إجمالي قوام الجيش، دون عناصر القوات الجوية، في تلك القواعد الثلاث أكثر من 2300 فردًا، تألفوا بشكل أساسي من قوات المشاة وقوات المدفعية الميدانية والمضادة للطائرات، ووحدة هندسة إنشاء كبيرة، استُخدمت في بناء القواعد. تألف سلاح الجو الحادي عشر التابع للقوات الجوية الأمريكية من 10 قاذفات ثقيلة من طراز الحصن الطائر بي–17 و34 قاذفة قنابل متوسطة من طراز بي-18 بولو في قاعدة إلمندروف الجوية و95 مقاتلة (طائرة حربية) من طراز بّي-40 وارهوك مقسمة بين مطار فورت راندال العسكري في كولد باي ومطار فورت غلين العسكري في أونماك. كان قائد البحرية هو اللواء البحري روبرت إيه. ثيوبالد، يقود فرقة المهمة 8، وبكونه قائد قوة شمال المحيط الهادئ فإنه عمل تحت إمرة الأدميرال نيمتز في هاواي. تألفت فرقة المهمة 8 من خمس طرادات و13 مدمرة و3 ناقلات و6 غواصات بالإضافة إلى عناصر الطيران البحري من جناح الأسطول الجوي الرابع.
حين عُرفت أولى علامات هجوم ياباني محتمل على جزر ألوتيان، أمر سلاح الجو الحادي عشر بإرسال طائرات استطلاع لتحديد موقع الأسطول الياباني ومهاجمته بالقاذفات بعد الإبلاغ عن اتجاهه نحو مرفأ داتش، مع التركيز على إغراق حاملتي طائرات هوسوجايا. بمجرد نزع طائرات العدو، ستشتبك فرقة المهمة البحرية 8 مع أسطول العدو وتدمره. بعد ظهر يوم 2 يونيو، رصدت طائرة دورية تابعة للبحرية الأسطول الياباني المقبل، وأبلغت عن موقعه على بعد 800 ميل (1300 كم) جنوب غرب مرفأ داتش. وُضع سلاح الجو الحادي عشر في حالة تأهب قصوى. بعد ذلك بوقت قصير، بدأ الطقس السيئ، ولم يُر الأسطول في ذلك اليوم مرة أخرى.
قبل الهجوم على مرفأ داتش، أُنشئ فوج المشاة الرابع التابع للجيش، بقيادة بيرسي إي. لستورجون، في فورت ريتشاردسون. صمم العقيد ليستورجون سابقًا مخططًا لمنشآت القاعدة – مثل عزل مخازن الأسلحة والذخيرة – لحمايتها من هجمات العدو.

### الهجوم على مرفأ داتش (داتش هاربور)
وفقًا للاستخبارات اليابانية، كان أقرب ميدان بري للطائرات الأمريكية هو مطار فورت مورو العسكري في جزيرة كودياك، على بعد أكثر من 600 ميل (970 كم)، وكان مرفأ داتش هدفًا سهلًا للأسطول الياباني القوي، الذي ينفذ عملية منسقة بأسطول كان من المقرر أن يستولي على جزيرة ميدواي.
مستفيدين من غطاء الطقس، شن اليابانيون قصفًا جويًا لمدة يومين على مرفأ داتش في مدينة أونالاسكا، ألاسكا في 3 يونيو 1942، وكان أول قصف جوي في التاريخ على الولايات المتحدة القارية. تألفت القوة المهاجمة من قاذفتي طوربيد من طراز ناكاجيما بي5إن «كايت» من الحاملتين جيونيو وريوجيو. مع ذلك، فإن نصف القوة الضاربة فقط بلغت هدفها. أما البقية ففُقدت في الضباب والظلام وتحطمت في البحر أو عادت إلى حاملاتها. عثرت 17 طائرة يابانية على القاعدة البحرية، وصلت الأولى في الساعة 5:45. حين كان الطيارون اليابانيون يبحثون عن أهداف للاشتباك، تعرضوا لنيران كثيفة من مضادات الطائرات وسرعان ما وجدوا أنفسهم في مواجهة مقاتلات سلاح الجو الحادي عشر المُرسل من مطار فورت غلين العسكري في أمناك. أطلق اليابانيون قنابلهم سريعًا، وقاموا بعملية قصف خاطفة وغادروا للعودة إلى حاملاتهم، وذلك وسط ذهولهم أمام الرد الأمريكي. أسفر ذلك عن أضرار طفيفة بالقاعدة.
في 4 يونيو، عاد اليابانيون إلى مرفأ داتش. هذه المرة، كان الطيارون اليابانيون منظمين ومستعدين بشكل أفضل. عندما انتهى الهجوم بعد ظهر ذلك اليوم، كانت خزانات النفط في مرفأ داتش تحترق، وتهدم المستشفى جزئيًا، وتضررت سفينة ثكنات راسية قرب الشاطئ. على الرغم من تحديد الطيارين الأمريكيين لموقع الناقلات اليابانية في نهاية المطاف، إلا أن محاولات إغراق السفن فشلت بسبب سوء الأحوال الجوية التي أدت إلى فقدان الطيارين الأمريكيين لجميع وسائل الوصول إلى الأسطول الياباني. على أي حال، تسبب الطقس في إلغاء اليابانيين لخطط الهجوم على أداك بألفٍ ومئتي رجل.

### غزو كيسكا وأتو
=صدم الاجتياح والاحتلال الياباني لكيسكا في 6 يونيو وأتو في 7 يونيو الرأي العام الأمريكي، إذ اجتيحت الولايات المتحدة القارية لأول مرة منذ 130 عامًا (1815) خلال حرب عام 1812. واجهت القوات المهاجمة في البداية مقاومة قليلة من الأونانغيين المحليين، المعروفين أيضًا باسم الألوتيين. على الرغم من أن البحرية الأمريكية عرضت إخلاء أتو في مايو 1942، إلا أن زعيم الأونانغيين في أتو رفض ذلك. لم يتغير شيء يذكر على الأونانغيين تحت الاحتلال الياباني حتى سبتمبر 1942 وذلك حين تغيرت إستراتيجية اليابان في جزر ألوتيان. عند هذه المرحلة، نُقل الأونانغيون إلى هوكايدو في اليابان، ووضعوا في معسكر اعتقال.
أصبح غزو أتو وسجن الأونانغيين المحليين تبريرًا لسياسة الولايات المتحدة إزاء الإخلاء القسري للأونانغيين في جزر ألوتيان. وُضع الأونانغيون المدنيون في معسكرات اعتقال في منطقة جنوب شرق ألاسكا.